# Туховец
Туховец је насељено место у саставу града Вараждинске Топлице у Вараждинској жупанији, Хрватска. До територијалне реорганизације у Хрватској налазио се у саставу старе општине Нови Мароф.

## Становништво
На попису становништва 2011. године, Туховец је имао 706 становника.

## Попис1991.
На попису становништва 1991. године, насељено место Туховец је имало 727 становника, следећег националног састава:
| Попис 1991.‍ | Попис 1991.‍ | Попис 1991.‍ | Попис 1991.‍ | Попис 1991.‍ |
| ----------- | ----------- | ----------- | ----------- | ----------- |
|             |             |             |             |             |
| Хрвати      | Хрвати      |             | 723         | 99,44%      |
| Словенци    | Словенци    |             | 1           | 0,13%       |
| непознато   | непознато   |             | 3           | 0,41%       |
| укупно: 727 |             |             |             |             |